# Maultier
Maultier (in tedesco: mulo) è la denominazione data ad una serie di autocarri semicingolati tedeschi impiegati durante la seconda guerra mondiale, derivati da diversi modelli di autocarri ruotati Opel, Mercedes-Benz, Alfa Romeo e Ford. L'identificativo militare in seno a Wehrmacht e SS era Sonderkraftfahrzeug 3 (abbreviato in Sd.Kfz. 3).

## Storia
Durante il terribile inverno del 1941-42 l'esercito tedesco si rese conto che i suoi mezzi logistici erano inadeguati nelle terribili condizioni di guerra sul fronte sovietico, con fango e gelo che stringevano in una morsa tutto quello che si muoveva. Per non restare del tutto bloccati, erano necessari i semicingolati, ma utilizzare questi mezzi come trasporto piuttosto che come porta-armi e truppa non era certo un modo per aumentare l'aggressività delle forze terrestri tedesche.
Allora venne presa la decisione di unire due debolezze in una forza. I carri leggeri Panzer II erano oramai necessariamente da ritirare data la loro efficacia pressoché nulla. La loro struttura cingolata era però molto funzionale, con una cingolatura su 4 rulli di sostegno con sospensioni a molla in 2 carrelli, ruota motrice anteriore e di rinvio posteriore; non vi erano rulli di rinvio.
Gli autocarri Opel e Daimler-Benz erano ottimi veicoli da trasporto, ma con mobilità relativamente ridotta, essendo per lo più 4×2. Allora venne sostituito l'assale posteriore degli autocarri con il treno di rotolamento del carro leggero, tanto da dare l'impressione di essere autocarri con un carro leggero "sotto". La modifica si dimostrò efficace e economica.
Il nome Maultier significa "mulo" in tedesco, ed era per l'appunto adeguato, sia per le fatiche che l'aspettavano che per la sua origine, carro e autocarro insieme. I mezzi ottenuti negli stabilimenti Opel, specie con gli Opel typ S, vennero usati sia come mezzi logistici, ma anche come porta arma, muniti di mitragliere, e veicoli da combattimento blindati, come il Sd.Kfz. 4; da quest'ultimo fu sviluppato il lanciarazzi Panzerwerfer Sd.Kfz. 4/1.